# 省長 (南非)
省長是南非九個省之一的政府首腦。每個省長在該省的角色均類似總統在整個國家的角色。

## 選舉
九個省立法機構每五年選舉一次，並同時選舉國民議會；最近一次大選於2019年5月8日舉行。在大選後的第一次省立法機構會議上，議員會從中選出省長。立法機關可以通過不信任動議迫使省長辭職。無論出於何種原因，如果省長一職空缺，立法機關必須選出一位議員為新省長，直至下一次大選。每個人擔任省長不能超過兩個五年任期；然而，當議員被選中為新省長填補空缺時，直到下一次大選為止都不算作任期。

## 角色
在憲法上，一個省的行政權力歸省長所有。省長會任命五至十名省立法機構議員組成一個執行委員會；他們被稱為執行委員會成員。執委會成員是實際上的部長，而執行委員會則為省級內閣。省長有權根據自己的判斷來任命或解任執委會成員。
省長及執行委員會負責制定省級立法以及執行國家分配給各省的所有立法。他們制定省的政策，並管理省政府部門；其行為受國家憲法及省憲法的約束。
省長必須簽署省立法機關通過的法案才能正式成為法律。如果省長認為該行為是違憲的，其可以將法案轉交立法機關重新討論。如果省長與立法機關不能達成一致，則必須將該法案提交憲法法院作出最終裁決。
省長作為所在省的特別代表之一，其亦為議會上議院——全國省務會的官守議員。

## 現任省長列表
| 省長            | 省份            | 任次 | 政黨 | 政黨           | 上任時間                   | 第一個任期開始於 | 現在任期開始於 |
| --------------- | --------------- | ---- | ---- | -------------- | -------------------------- | ---------------- | -------------- |
| 奧斯卡·馬布亞內 | 東開普省        | 7    |      | 非洲人國民大會 | 5年359天（2019年5月22日）  | 2019年大選       | 2019年大選     |
| 西西·恩托貝拉   | 自由邦省        | 6    |      | 非洲人國民大會 | 7年50天（2018年3月27日）   | 2018年任命       | 2019年大選     |
| 大衛·馬赫拉     | 豪登省          | 6    |      | 非洲人國民大會 | 10年360天（2014年5月21日） | 2014年大選       | 2019年大選     |
| 西赫萊·齊卡拉拉 | 夸祖魯-納塔爾省 | 8    |      | 非洲人國民大會 | 5年354天（2019年5月27日）  | 2019年大選       | 2019年大選     |
| 史丹利·馬塔巴薩 | 林波波省        | 5    |      | 非洲人國民大會 | 11年302天（2013年7月18日） | 2013年任命       | 2019年大選     |
| 里菲利·姆特溫尼 | 普馬蘭加省      | 5    |      | 非洲人國民大會 | 7年57天（2018年3月20日）   | 2018年任命       | 2019年大選     |
| 喬布·莫戈羅     | 西北省          | 6    |      | 非洲人國民大會 | 6年328天（2018年6月22日）  | 2018年任命       | 2019年大選     |
| 薩馬尼·索爾     | 北開普省        | 5    |      | 非洲人國民大會 | 5年359天（2019年5月22日）  | 2019年大選       | 2019年大選     |
| 阿倫·溫德       | 西開普省        | 8    |      | 民主聯盟       | 5年359天（2019年5月22日）  | 2019年大選       | 2019年大選     |

## 外部連結
- List of Premiers by province
- Photo gallery of Premiers （页面存档备份，存于）